# Glaciar Hovde
El Glaciar Hovde (69°15′S 76°55′E / -69.250, 76.917) es un pequeño glaciar que se encuentra apenas al oeste de Brattstrand Bluffs y al este de la bahía Amanda, en la costa sureste de la bahía Prydz, en la Antártida.
Una lengua de hielo corta de este glaciar se extiende hacia el mar hasta la cercana isla Hovde. El glaciar fue cartografiado por primera vez en la expedición del explorador noruego Lars Christensen, en los años 1936-1937, quien es el que dio nombre a la isla. Esta lengua fue nombrada «Lengua de hielo Hovde» (en inglés: «Hovde Ice Tonge») por John H. Roscoe en 1952 siguiendo su estudio de fotografías aéreas del área tomadas por la Operación Highjump de la Marina de los Estados Unidos, en los años 1946–1947, pero el término «glaciar» se considera apropiado para este pequeño rasgo.